# Politisk geografi
Politisk geografi är den del av kulturgeografin som studerar jordens politiska indelning, särskilt med avseende på stater och statsgränser. 